# 養老ランド
養老ランド（ようろうランド）は、岐阜県養老郡養老町にある遊園地である。

## 概要
養老公園に隣接する遊園地でる。1972年（昭和47年）6月25日にボウリング場の養老ボウルとして開設され、1973年（昭和48年）7月に遊園地を併設し、養老ランドとして開園。
1996年（平成8年）に屋内にゲームコーナーなどが設けられた。
遊戯施設はほぼすべてが子供向けである（0 - 3歳児は保護者が付添で必要となる。一部年齢制限あり。）。屋内施設（旧・養老ボウル）としてメリーゴーラウンド、ゲームセンターなどが、屋外施設としてメリーゴーラウンド、フラワーカップ、ゴーカート、観覧車、モノレール、釣り堀、新幹線などがある。これらの遊戯施設の多くは有料であり、種類によって料金は異なる（0、1歳児は無料）。
遊戯施設以外にはレストランひまわり、動物ふれあい広場、養老天満宮がある。
かつては名鉄モ767電車、C12 208蒸気機関車、ワム94283貨車、ワフ22184貨車が静態保存されていたが、1990年代に撤去された。モ767、ワム94283、ワフ22184は解体された。C12 208は1994年（平成6年）2月に大井川鉄道（現・大井川鐵道）に部品取り機として売却された。2007年（平成19年）にボイラーをC56 44に転用。2015年（平成27年）に千頭駅へ移動し、「パーシー」に改装された。

## 営業案内

### 入場料金
- 大人（中学生以上）：600円
- 小人：400円

### 開園時間
- 9:00 - 17:00（動物広場は10:00 - 16:00）

### 休園日
- 毎週火曜日　
  - 春休み、夏休み期間中は毎日開園。
  - 1月10日から3月15日までは土日祝日のみ営業。

## 交通アクセス
- 養老鉄道養老線「養老駅」下車、徒歩で約10分[1]。

## 周辺施設
- 養老公園
  - 養老の滝
  - 養老神社
  - 養老寺
  - 養老天命反転地
  - 岐阜県こどもの国
  - 養老パークゴルフ場
  - 養老パターゴルフ場
  - テニスコート
  - 楽市楽座・養老
  - 養老キャンプセンター